# Національний музей Сан Марко
Національний музей Сан Марко (італ. Museo Nazionale di San Marco) — музей у місті Флоренція, створений на базі споруд і збірок колишнього монастиря Сан Марко.

## Історія монастирських споруд

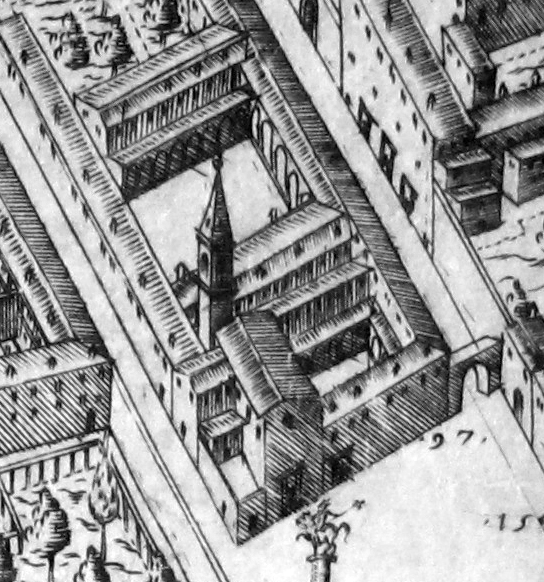
Комплекс монастиря Сан Марко, план Бонсіньйорі.

Колись на цьому місці була капличка св. Георгія. В XII ст. монастир  належав ченцям валломброзіан, а потім перейшов до сільвестринців. Останні прибули у Флоренцію з сільського монастиря Сан Марко. В тодішніх документах церква позначена як Сан Марко ін Кафаджо. 1418 року сільвестринці покинули монастир. 1435 року споруди перейшли до домініканців. 1437 року Козімо Медічі старший, що набрав багатств і прихованої влади в місті, з метою отримання популярності і прихильності місцевих вірян, дав гроші на реконструкцію монастиря за порадою приора монастиря Антоніо П'єроці, що стане пізніше святим католицької церкви. Прихильність до церкви була обумовлена тим, що вона сусідувала з палацем донатора Козімо Медічі (відомого зараз як палац Медічі-Рікарді). Роботи по перебудові церкви і монастиря доручили архітекторові Мікелоццо ( 1396—1472 ), котрий будував також палац Медічі-Рікарді. За декотрими свідоцтвами Козімо Медічі старший витратив на реконструкцію монастиря 40000 флоринів, аби монастир відповідав новим (ренесансним) стандартам. Архітектура була простою, без складних рис, але пропорційною і ясною. Монастирська церква мала одну наву.
Особливу увагу звернули на облаштування монастирської бібліотеки. Козімо Медічі старший передав туди чимало рукописів латинських та грецьких (візантійських) авторів, чим значно підняв її інформаційній рівень і авторитет. Монастирська бібліотека Сам Марко була розташована на першому поверху, а її зала мала три нави, розділені колонами. Приміщення мало велику кількість вікон, що забезпечували її добре освітлення.
Тут працювали флорентійські гуманісти Піко делла Мірандола та Анджело Поліціано. Але в бібліотеці Сан Марко працювали не тільки гуманісти, вона була однією з перших публічних бібліотек міста.
Будівельні роботи в домініканському монастирі йшли водночас із декоруванням його приміщень. До створення фресок були залучені Фра Анджеліко з численними помічниками та художник Беноццо Гоццолі. Їх праця заклала традицію запрошувати на працю у монастир уславлених флорентійських художників, де попрацювали також
- Доменіко Гірляндайо
- Санті ді Тіто
- Франческо Граначчі
- Фра Бартоломео
- Джованні Антоніо Сольяні та інші.

Церкву висвятили 1443 року у присутності папи римського Євгена IV та кардинала Ніколо Аккіапаччі. Незважаючи на освячення будувельні роботи у різних частинах монастиря тривали до 1452 року.

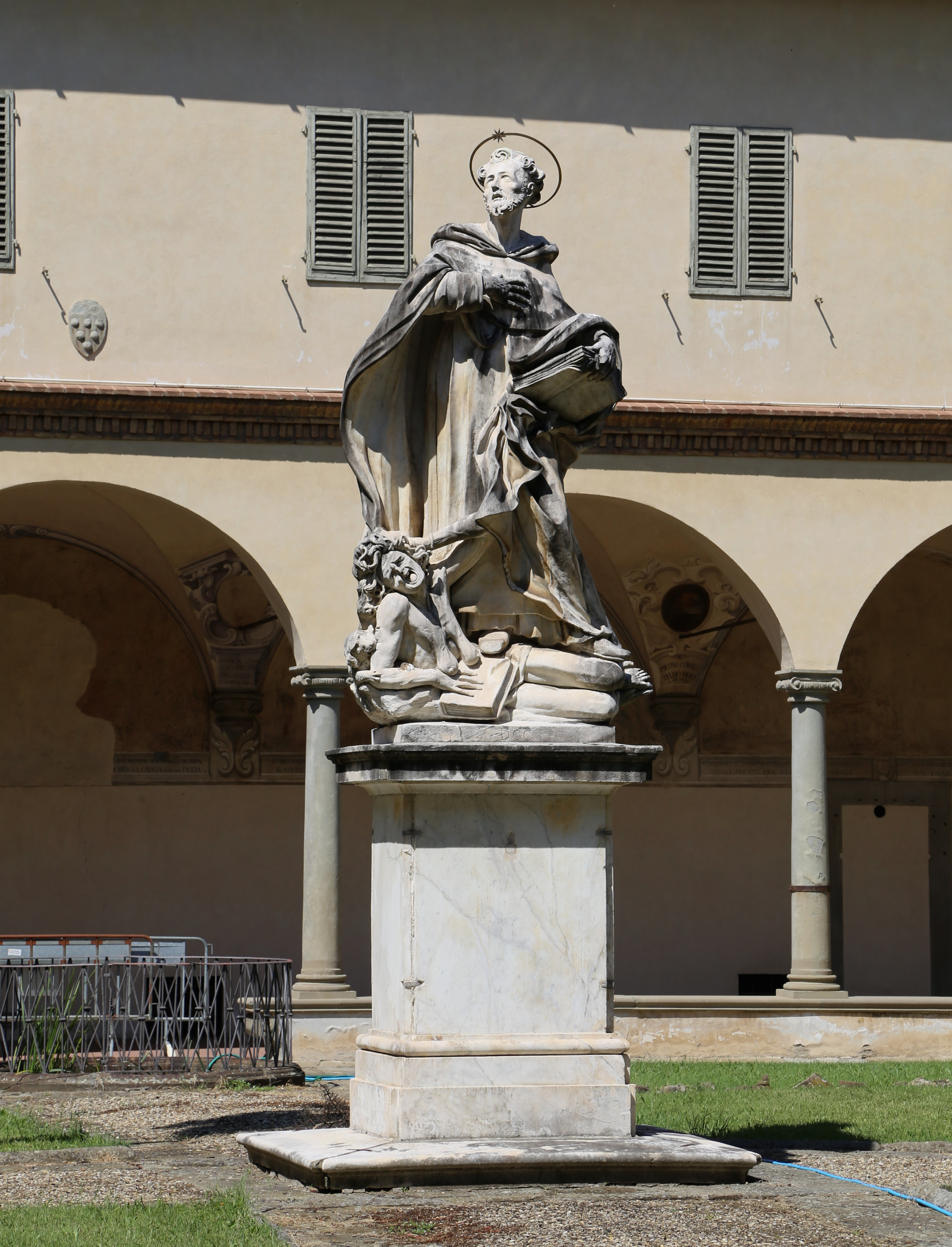
Барокова скульптура в монастирському дворику
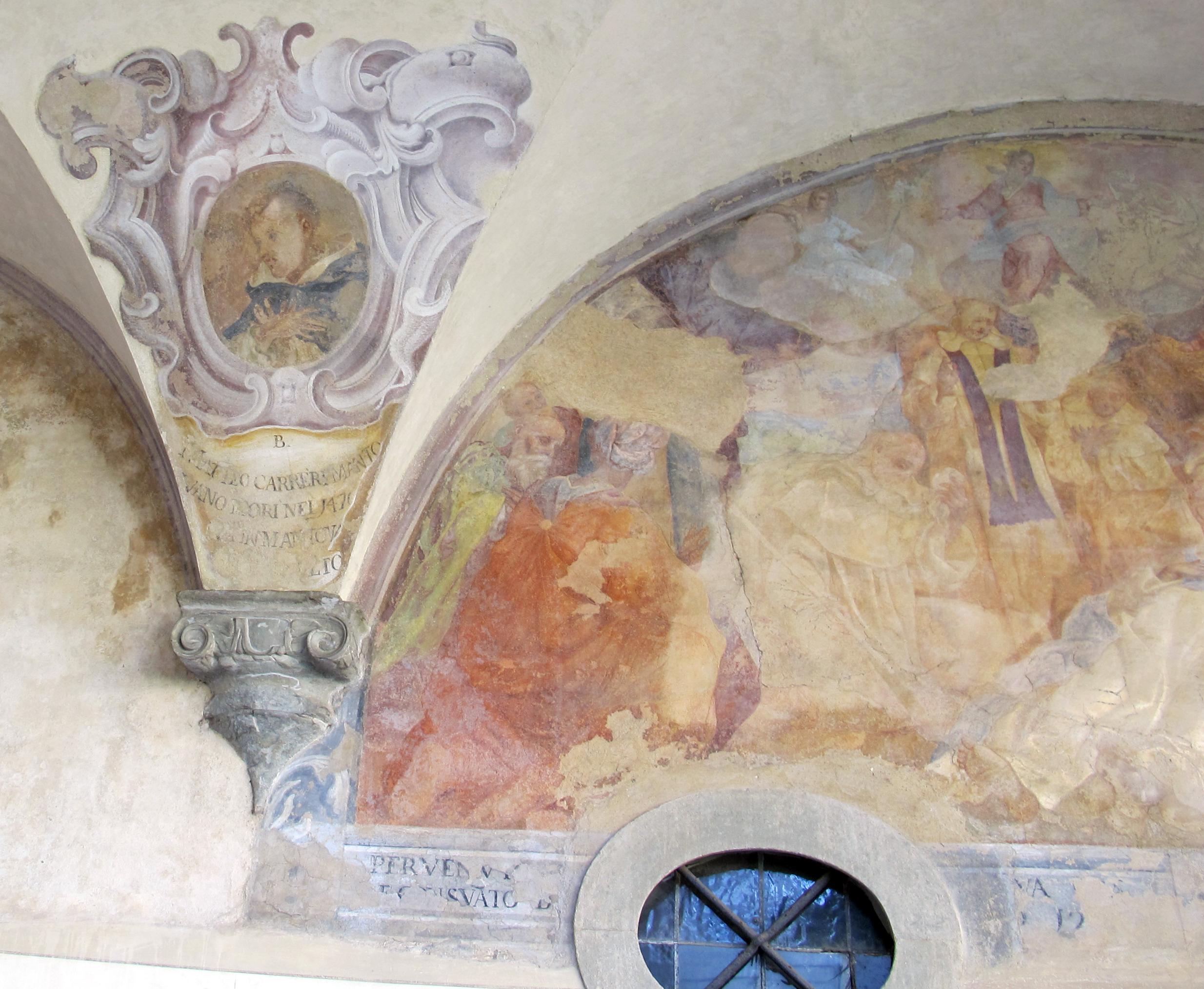
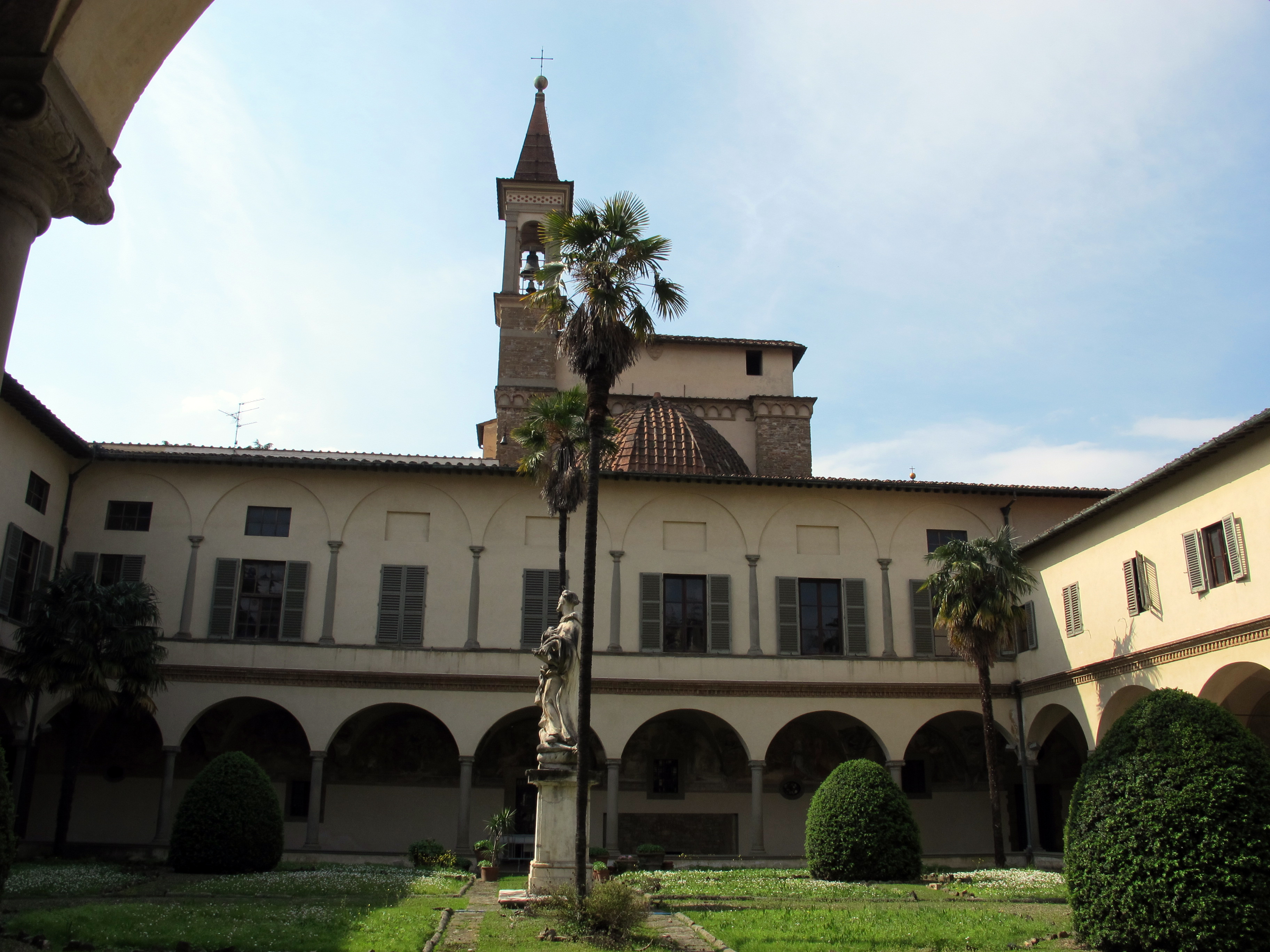
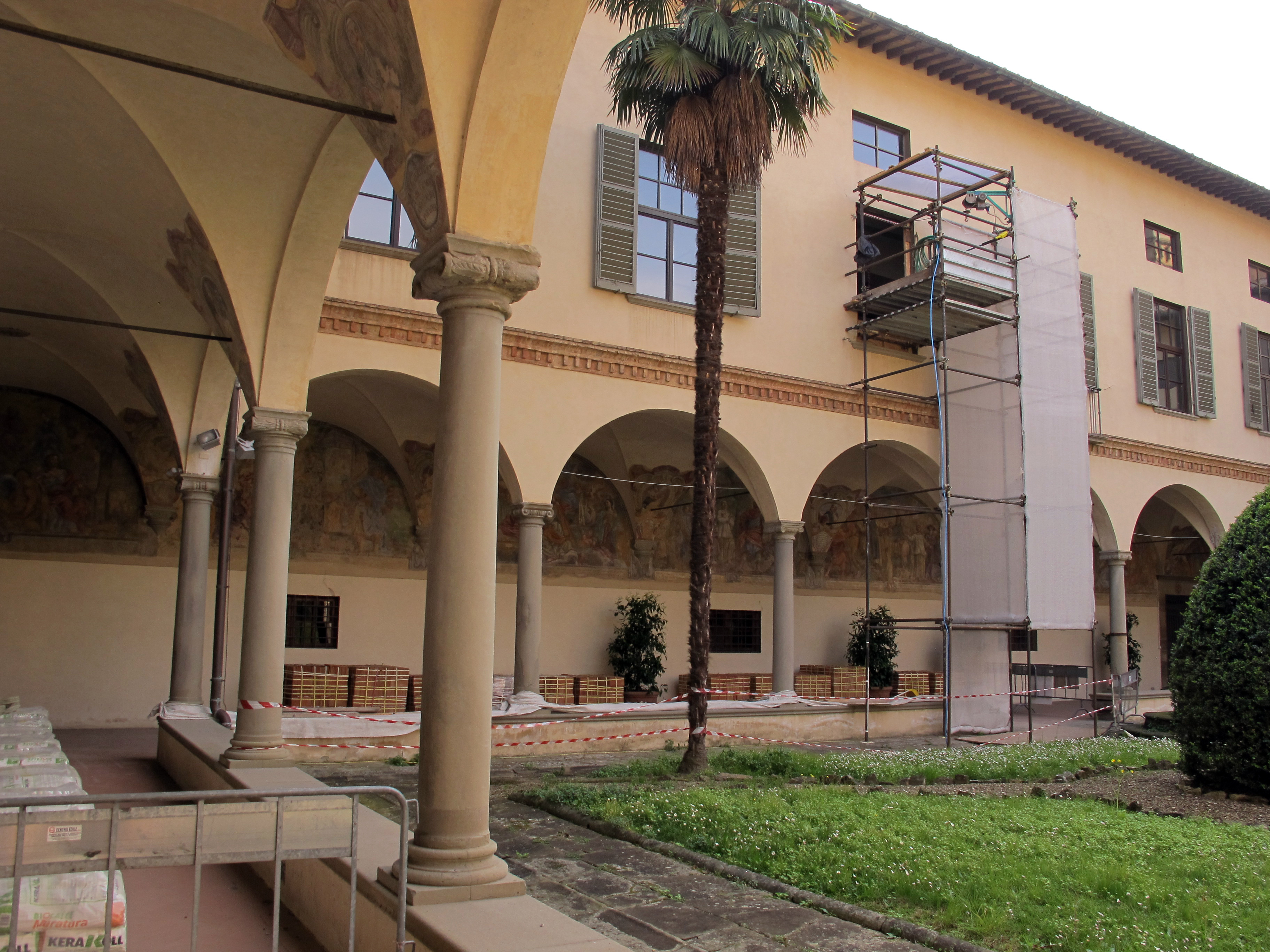
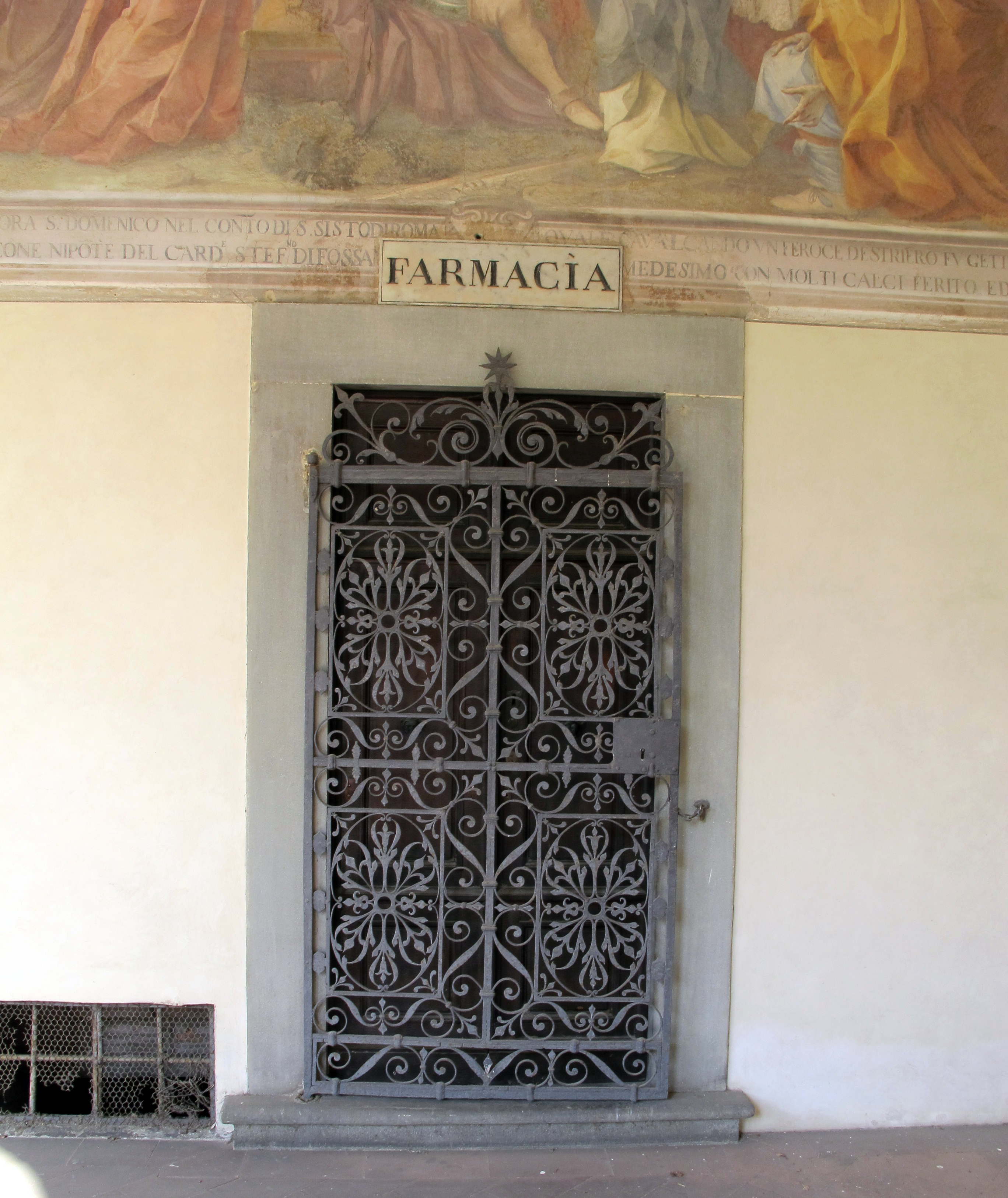
Старовинна монастирська аптека
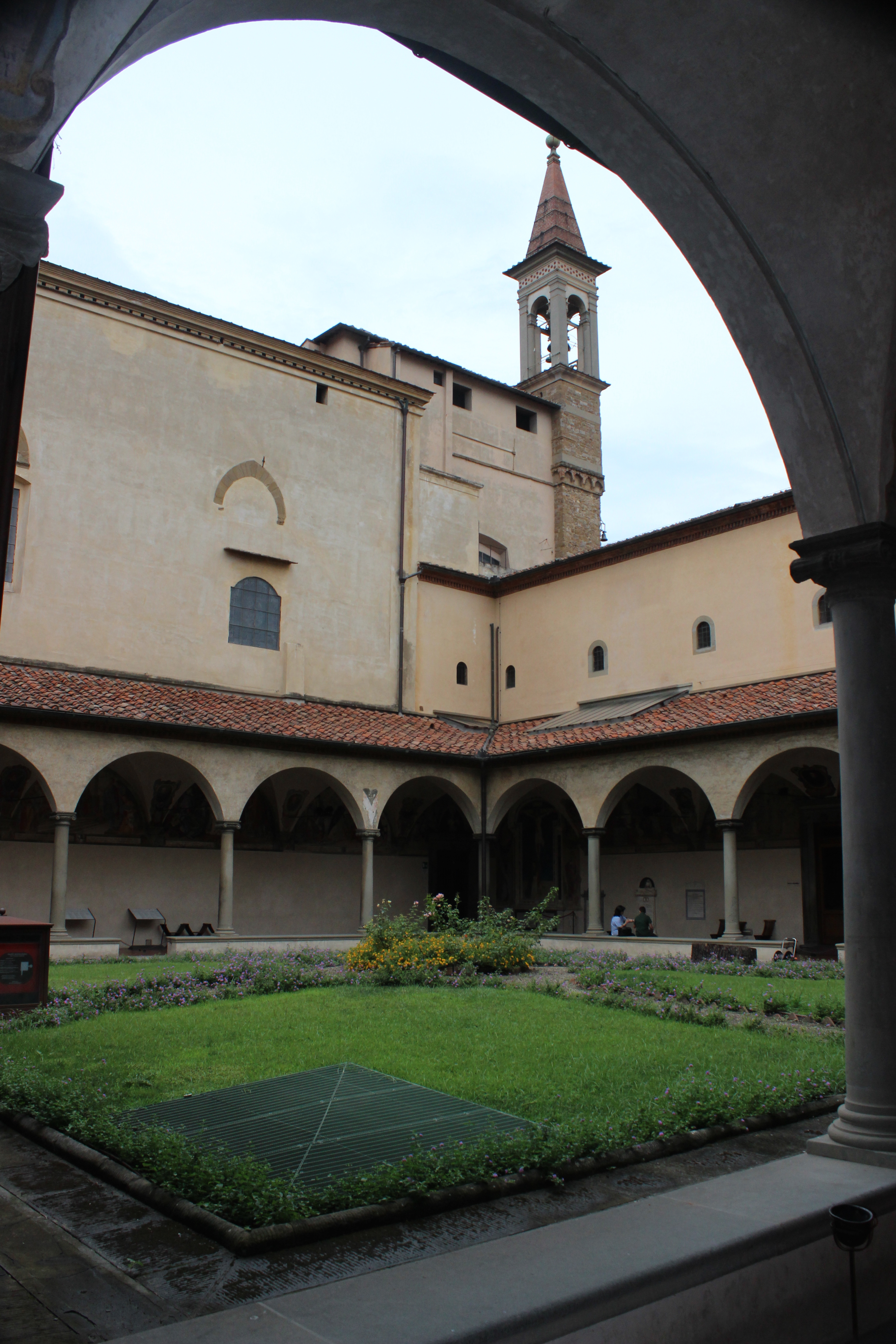

## Авторитарне правління Савонароли

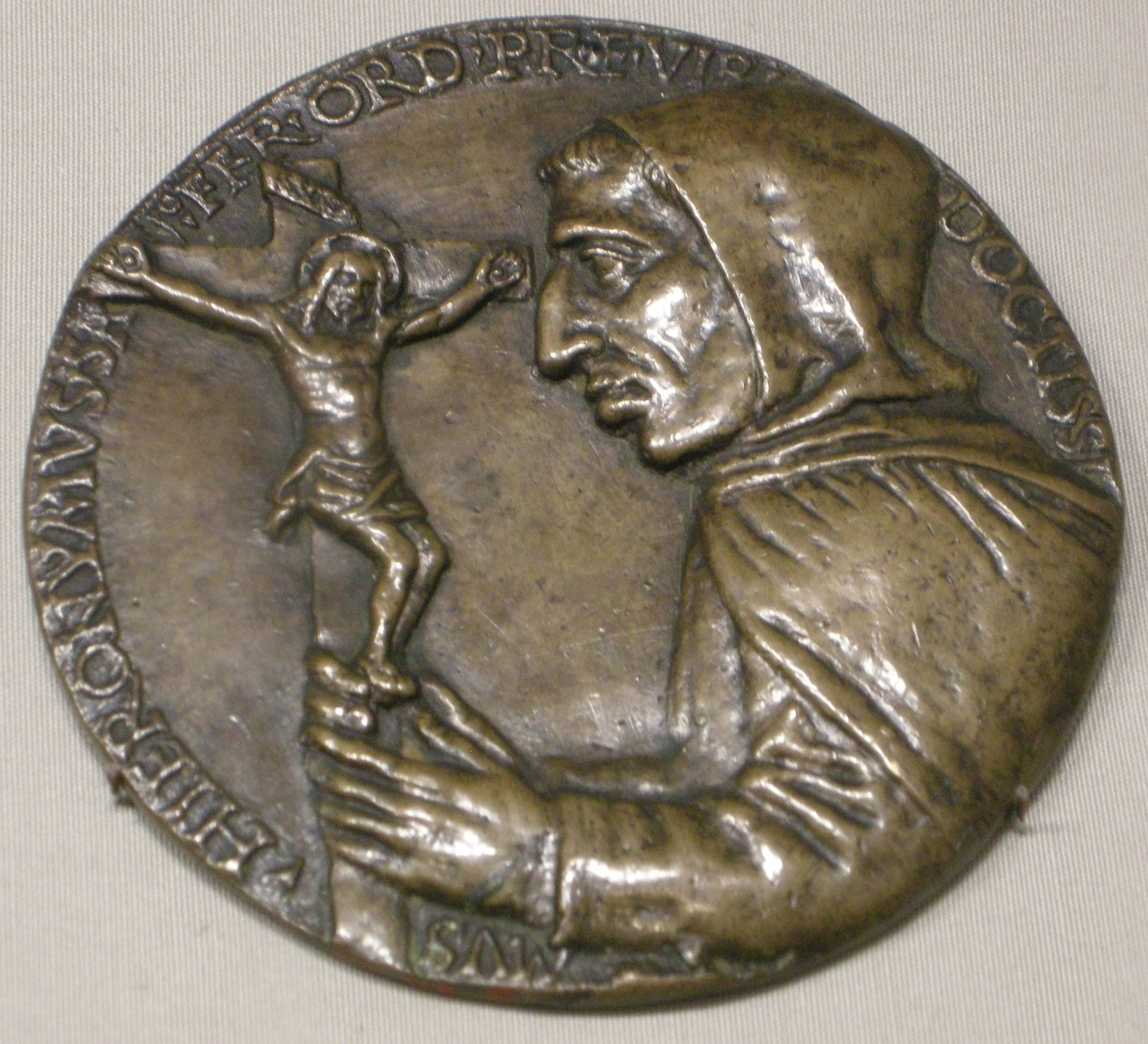
Медальєр Ніколо ді Форцоне Спінеллі. Медаль Джироламо Савонарола, бл. 1492-1494 рр.

Священик з Феррари Савонарола вивчав богословські праці, логіку, філософію Аристотеля, брав участь в богословських дискусіях і допомагав братії в створенні проповідей. Навіть подався на богословський факультет заради отримання наукового ступеня богослов'я. Поворотним пунктом в проповідницький кар'єрі ченця стало переведення в домініканський монастир Санта Марія дельї Анжелі в Феррарі, де він уславився проповідями. Слава про пристрасного та сміливого проповідника докотилася до Флоренції. Він не сам перебрався до Флоренції. До міста його запросив некоронований володар столиці Тоскани — представник банкірського дому Лоренцо Медічі або Лоренцо Пишний (1449–1492). Він прибув у Флоренцію в травні-червні 1490 року і оселився в престижному монастирі Сан Марко. 
Для Флоренції це обернулося черговим лихим випробуванням, бо Савонарола зажадав реформи духовної і претендував на владу світську на зразок теократії, не зупинявся перед критикою папи римського, що в Ватикані вважали єретичним і неприпустимим. Савонарола зазіхнув на монополію папства на політичну активність. Папський уряд зробив різні спроби приборкати пристрасного проповідника, котрий не пішов ні на поступки, ні на каяття. Проти Савонароли запрацювала каральна машина Ватикана. У випадку з Савонаролою перемогли величезні гроші, а вони були у Римських Пап.  В травні 1497 року Савонарола був відлучений від церкви, як єретик, діяч розколу, що ганьбив Папський престол. Папський престол зажадав випробування Савонароли вогнем та підтвердження його пророцтв.
Під тиском на бік папи перейшли францисканці і домініканці Флоренції. Савонаролу витягли з монастиря Сан Марко і запроторили у в'язницю. За переказами, сорок діб тривали допити й катування. Психічно зламаний Савонарола зрікся своїх пророцтв, підтвердив їх штучність. Вироком йому була страта через повішення. Повішення відбулося на площі Синьорії, де колись палали вогнища з гріховних речей, ініційовані Савонаролою. Труп страченого спалили. Пригнічені прихильники закатованого проповідника намагались розібрати кістки й попіл на згадку. Уряд заборонив відвідини місця покарання, закрив площу для відвідин, а прах закатованого викинули в річку Арно.

## Перетворення на музей

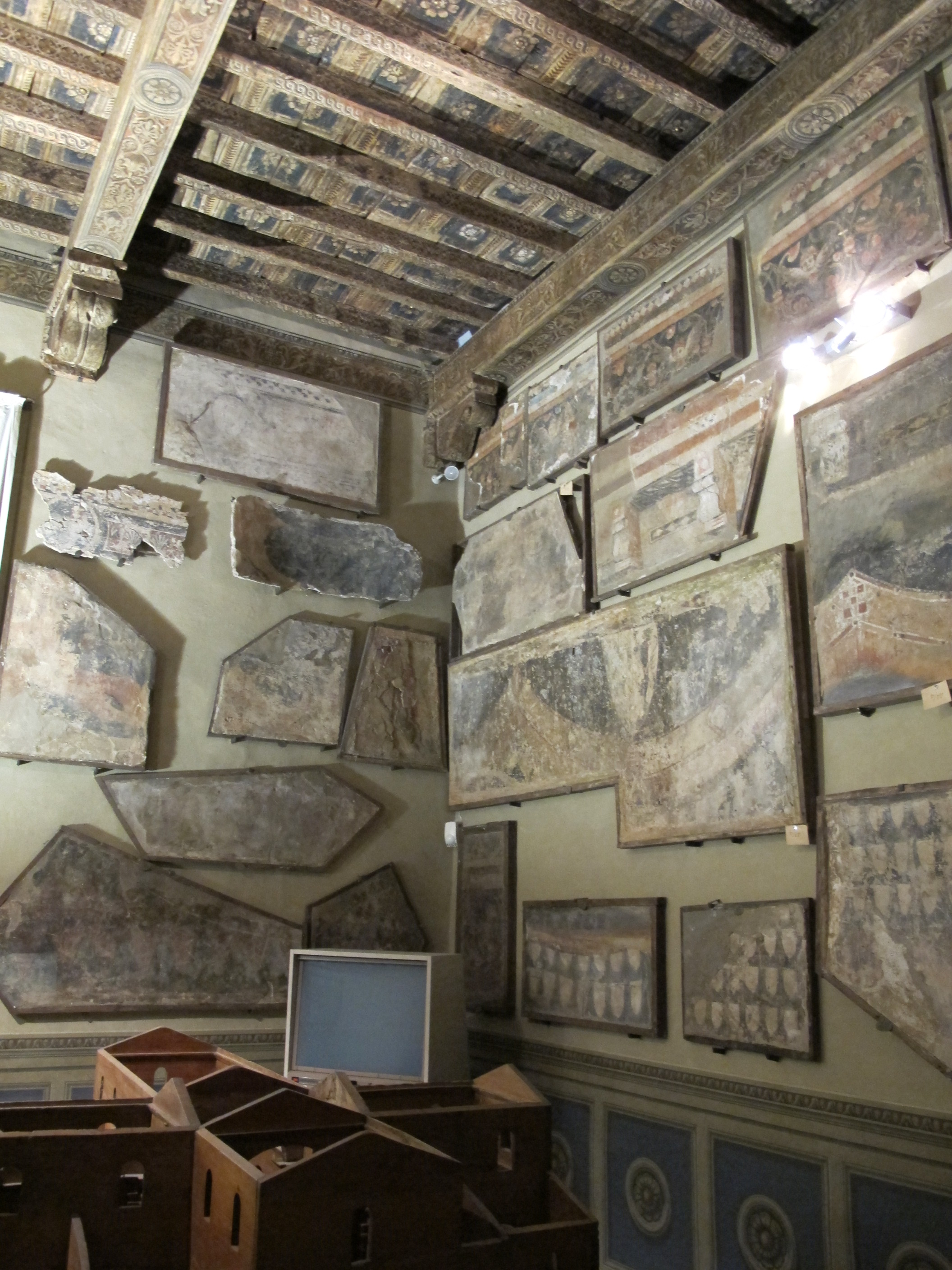
Музейна зала у Сан Марко з фрагментами фресок, фото 2011 р.

В роки захоплення Італії арміями Наполеона Бонапата, монастир Сан Марко 1808 року у Флоренції був вперше ліквідований. Після усунення Наполеона від європейської політики 1814 р. і заслання, монастир повернули ченцям.
В період створення королівства об'єднаної Італії монастир вдруге був конфіскований у чернечого ордена (королівський наказ від 7 липня 1866 року) і його  передали у державну власність. Комплекс споруд піддали ремонтам і реставрації, а 1869 року  відчинили для відвідин як музей. Комплекс монастирських споруд і фресок Сан Марко був зарахований до пам'яток національного значення.
Фрески художника 15 століття Фра Анджеліко були реставровані Гаетано Біянкі. Флоренція як місто пережила реконструкції і руйнації декотрих старовинних споруд. Більшість історично цікавих архітектурних фрагментів і уламків та залишків фресок з 1906 року почали передавати на збереження у монастир-музей Сан Марко.
В монастирі був цілий комплекс творів корифея флорентійського живопису художника Фра Анджеліко. 1922 року Джованні Поджі запропонував передавати у музей твори Фра Анджеліко зі сховищ інших музейних закладів з метою створення монографічної виставки уславленого майстра. Його проект був реалізований і в музеї запрацювала монографічна виставка Фра Анджеліко, котра діє й на початок 21 століття.
Монастир Сан Марко вибудований на узвишші, тому у катастрофічну повінь 4 листопада 1966 року постраждав менше, ніж споруди і пам'ятки старовини і мистецтва, розташовані ближче до норовливої річки Арно.

## Фрески колишнього монастиря

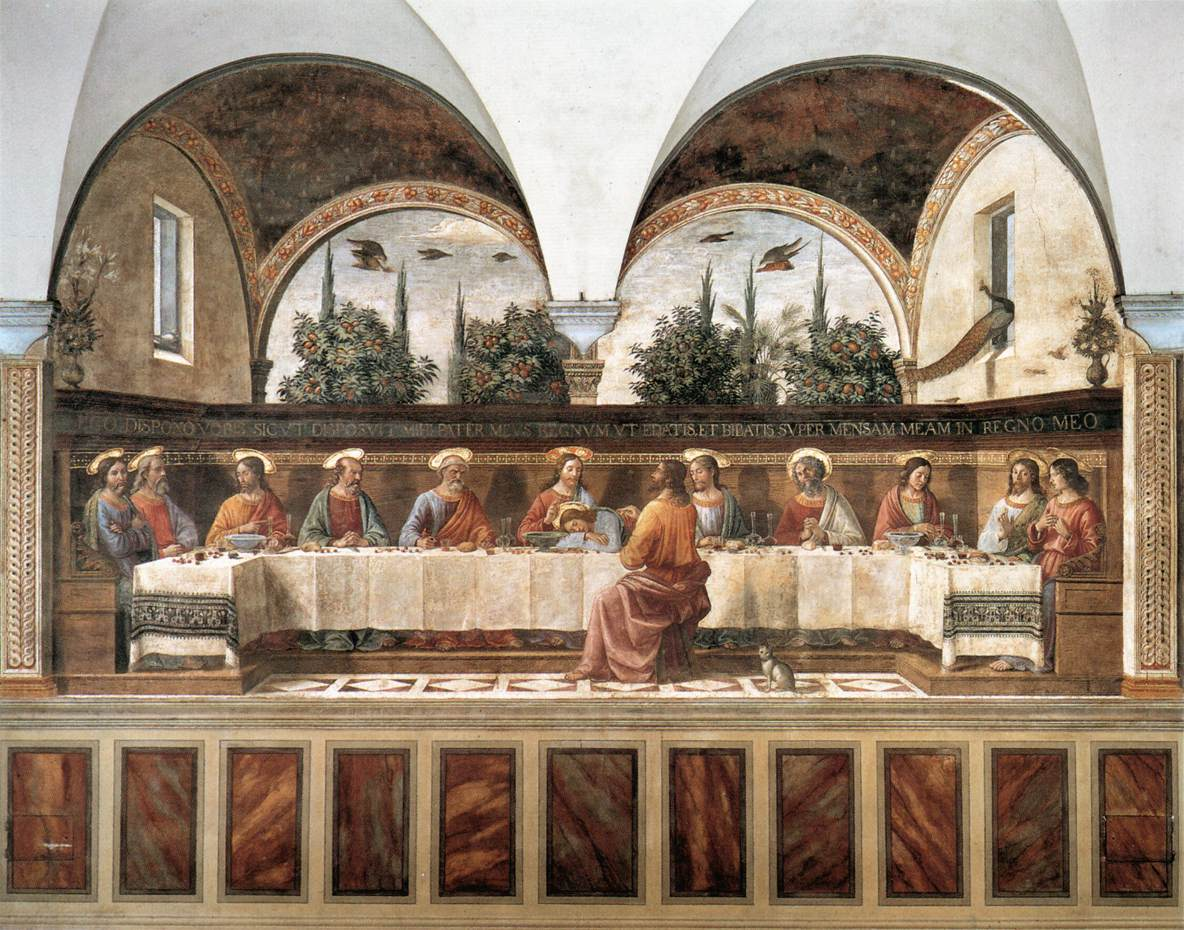
Доменіко Гірляндайо. «Таємна вечеря», бл. 1486 року.

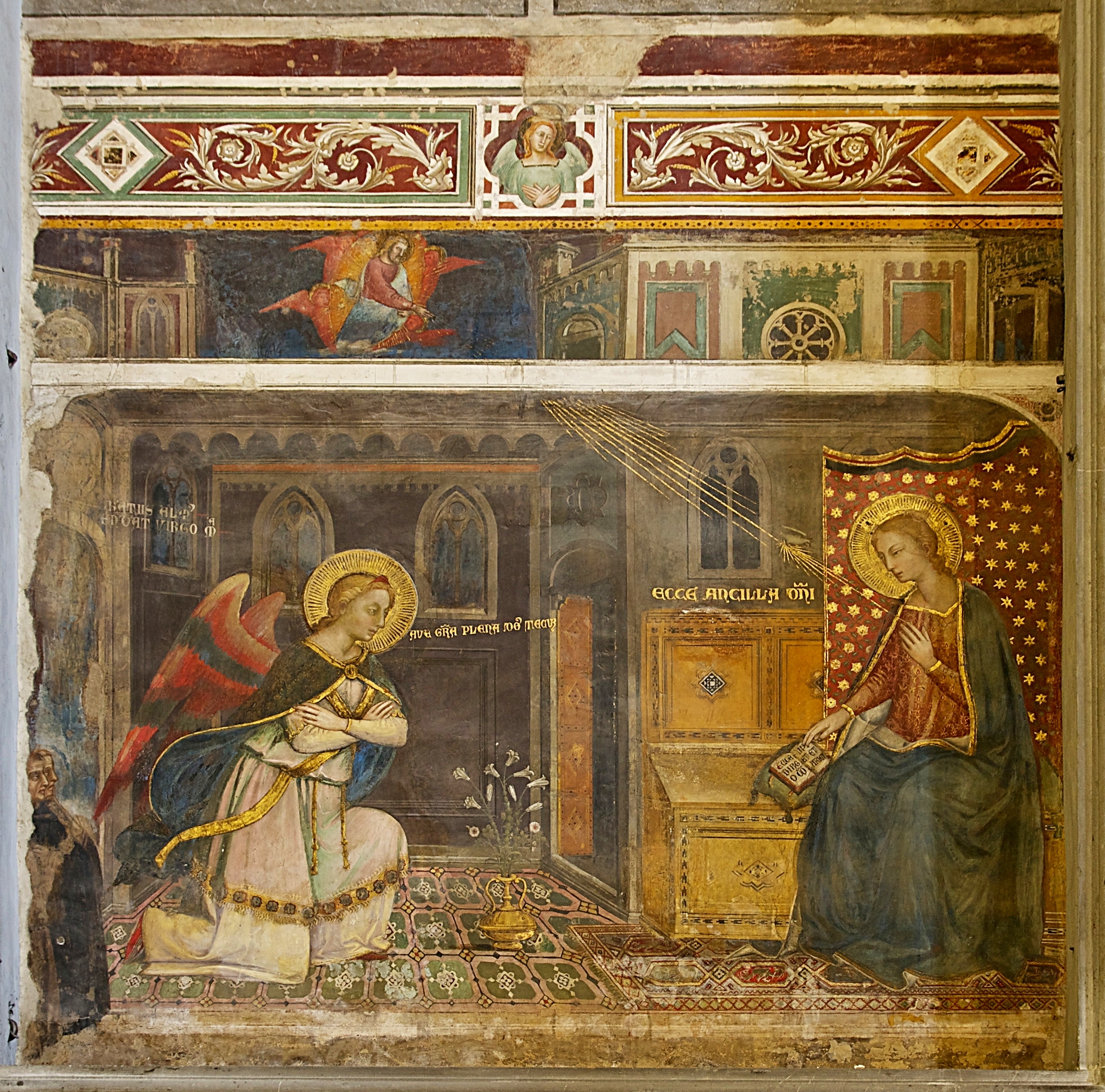
Якопо ді Чоне. «Благовіщення», фреска, бл. 1371 р.

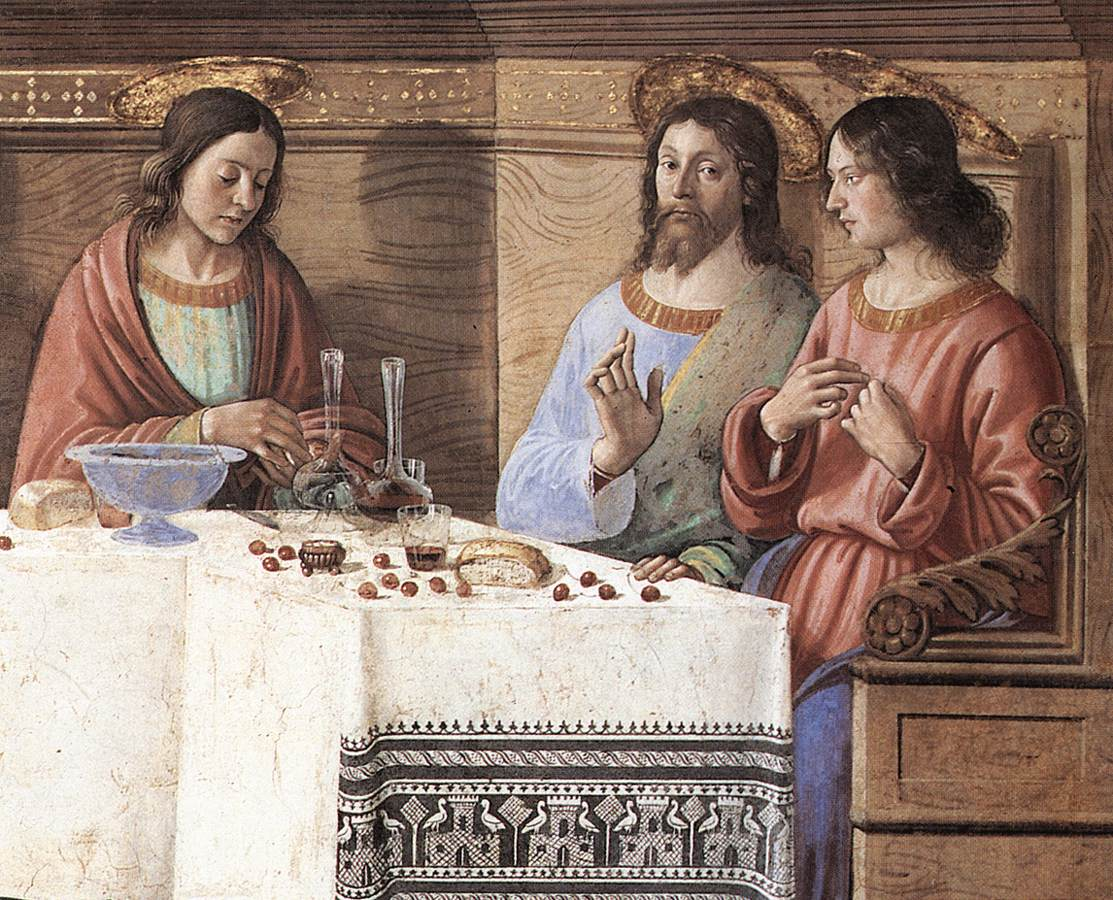
Доменіко Гірляндайо. «Таємна вечеря», три апостоли
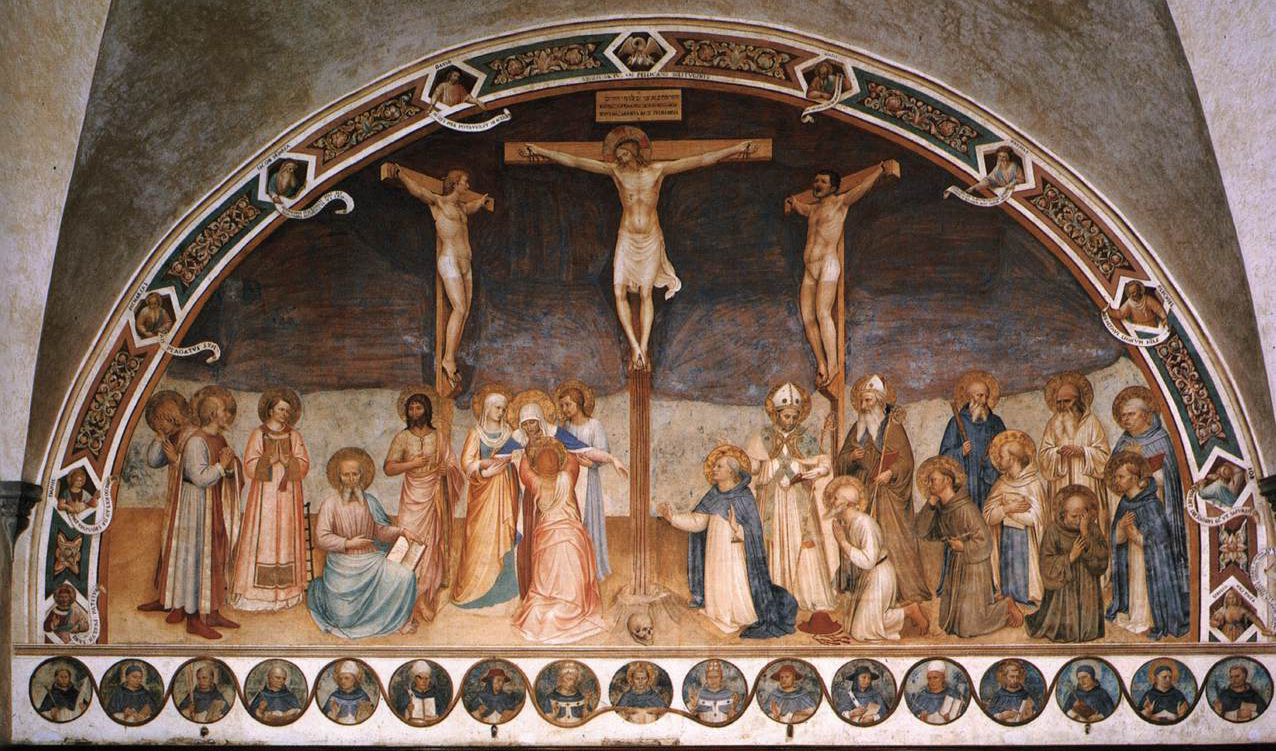
Фра Анжеліко. «Голгофа», до 1442 року
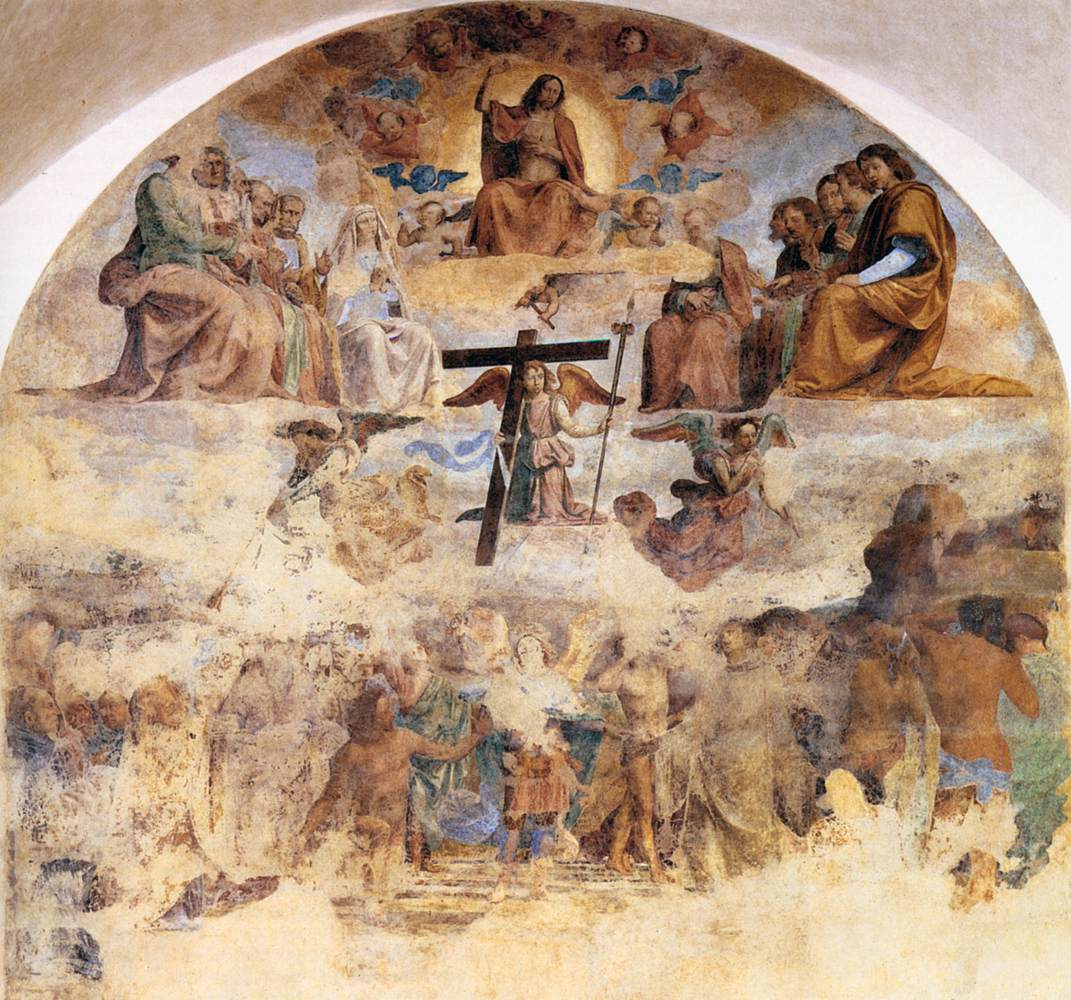
Фра Бартоломео. «Страшний суд» (фреска сильно пошкоджена)
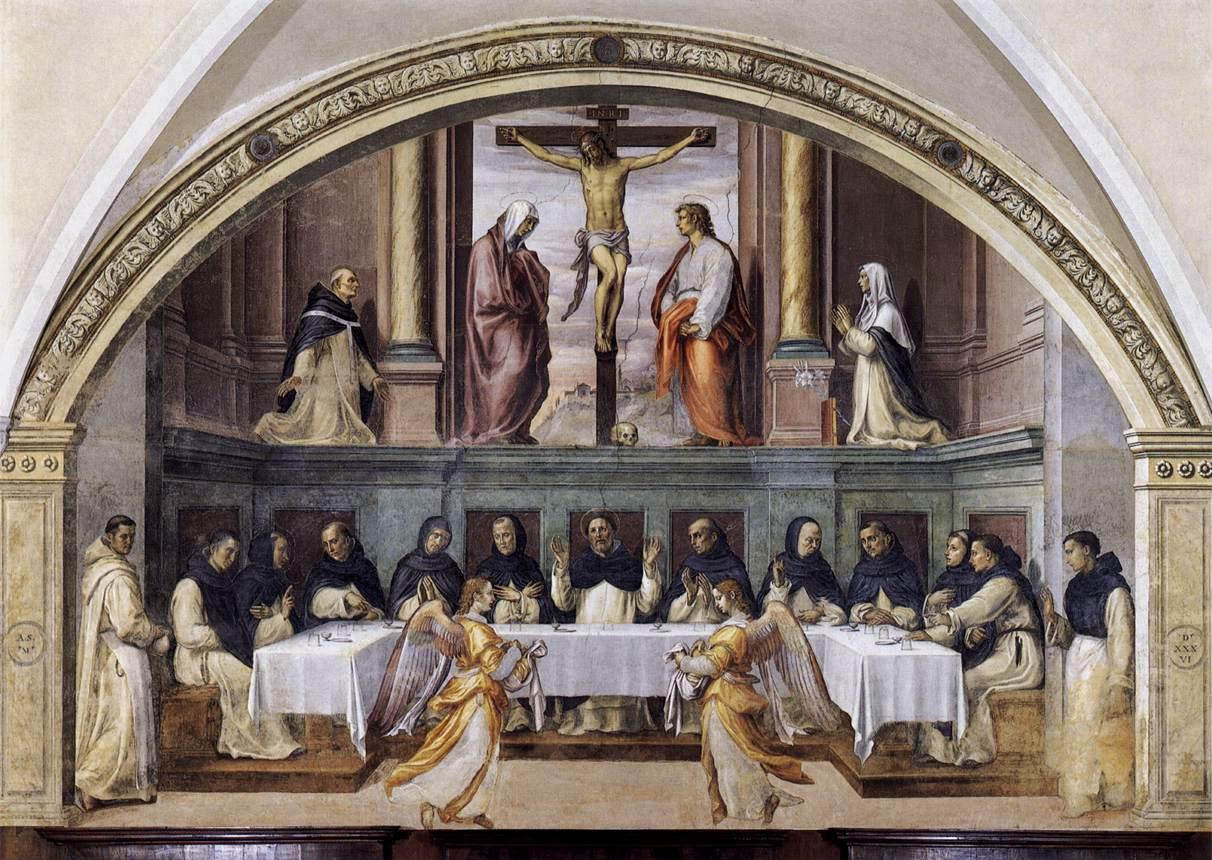
Джованні Антоніо Сольяні. «Св. Домінік і його ченці разом із янголами»
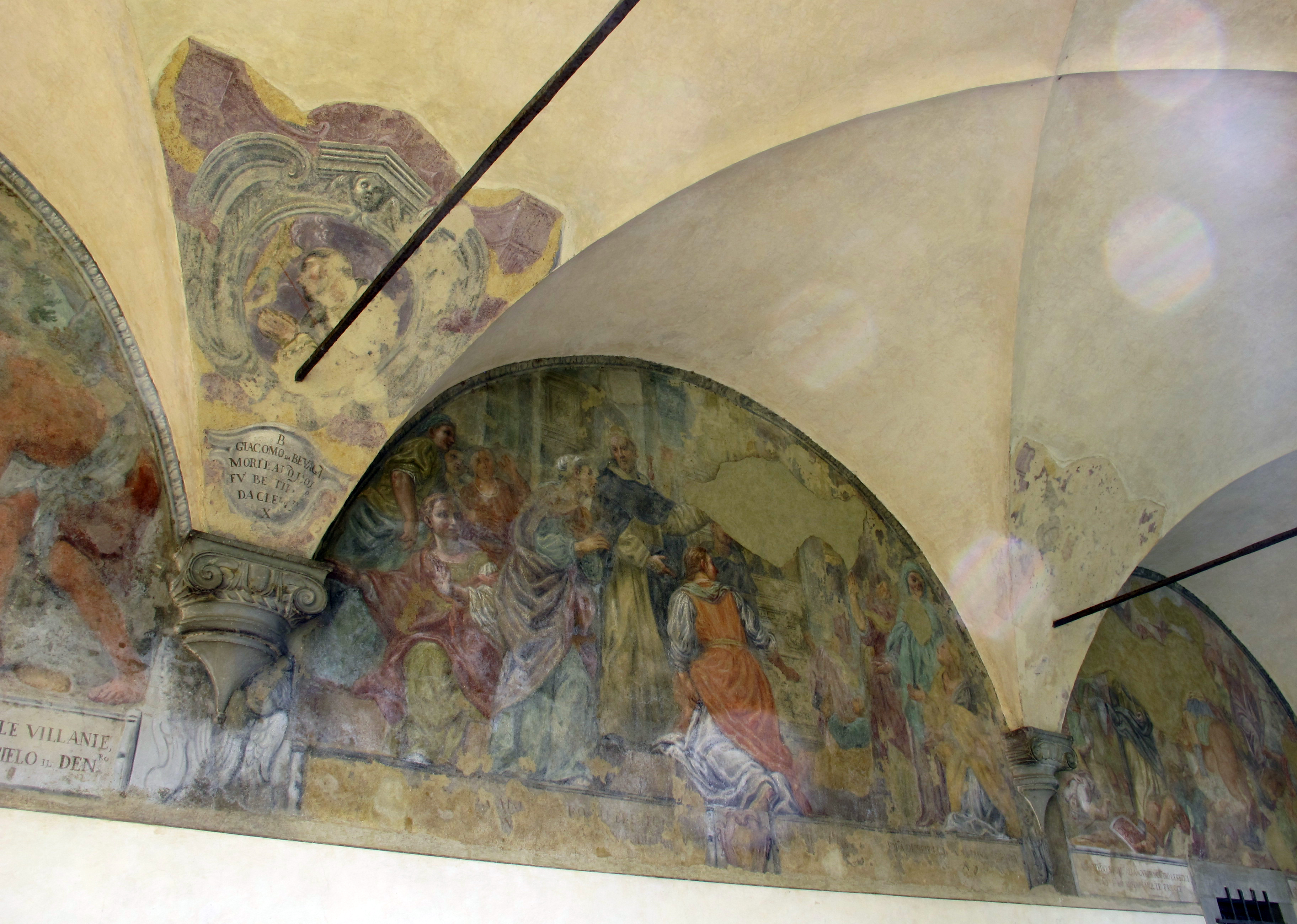
Фрески у люнетах Великого монастирського двору

## Скарби творчості художника Фра Анжеліко

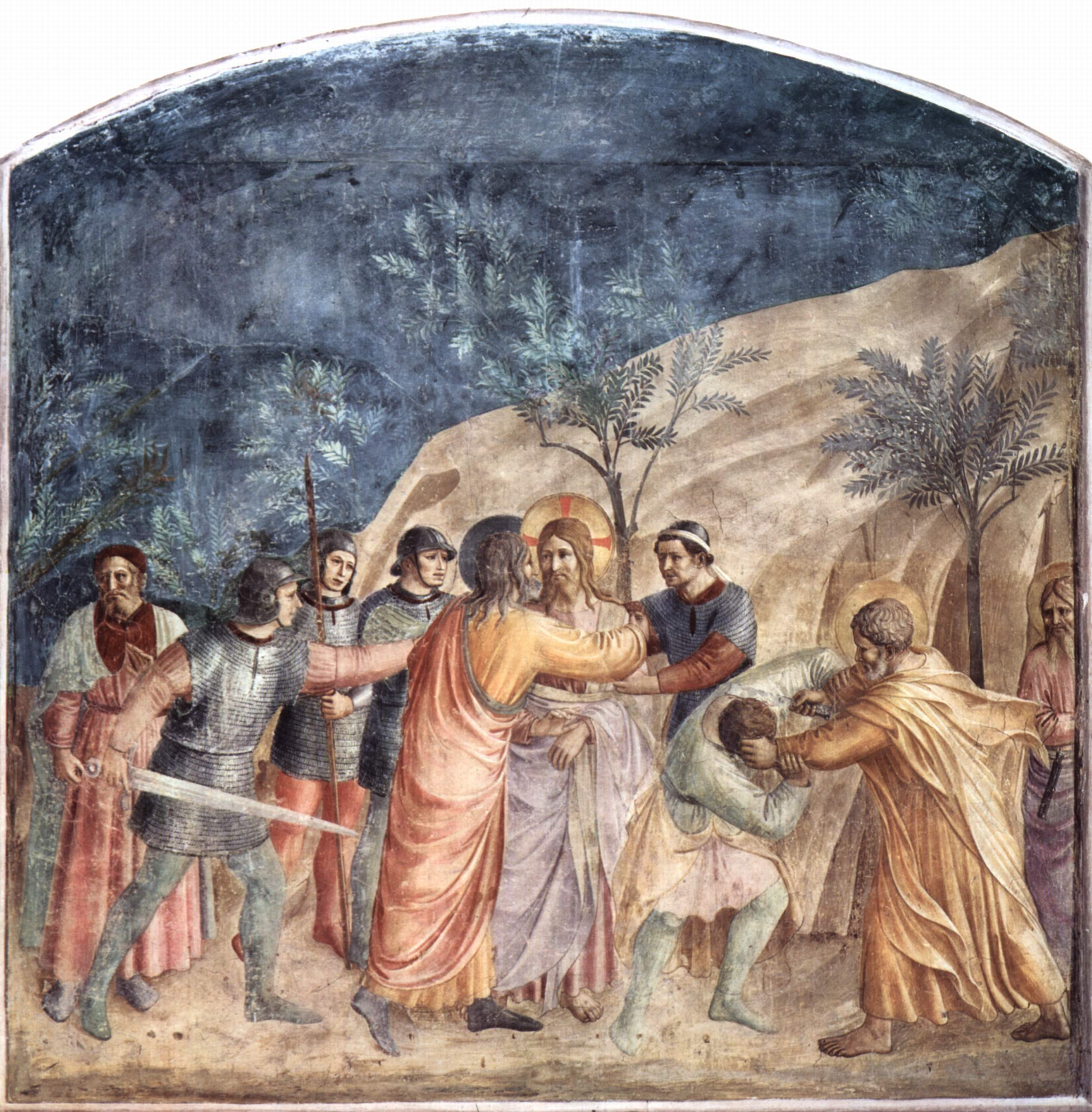
Фра Анджеліко. «Поцілунок Юди», фреска, до 1446 року.

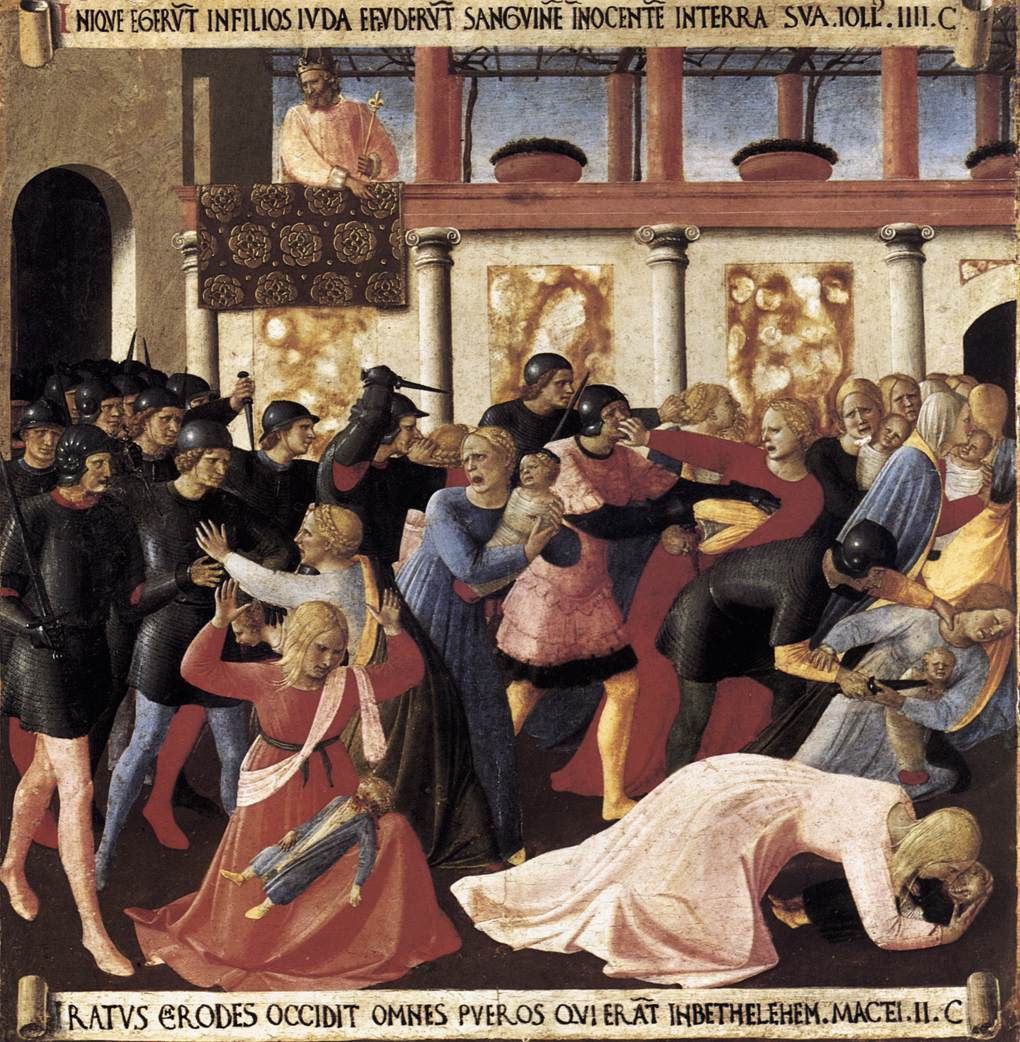
Фра Анджеліко. «Винищення немовлят за наказом царя Ірода», до 1452 року.

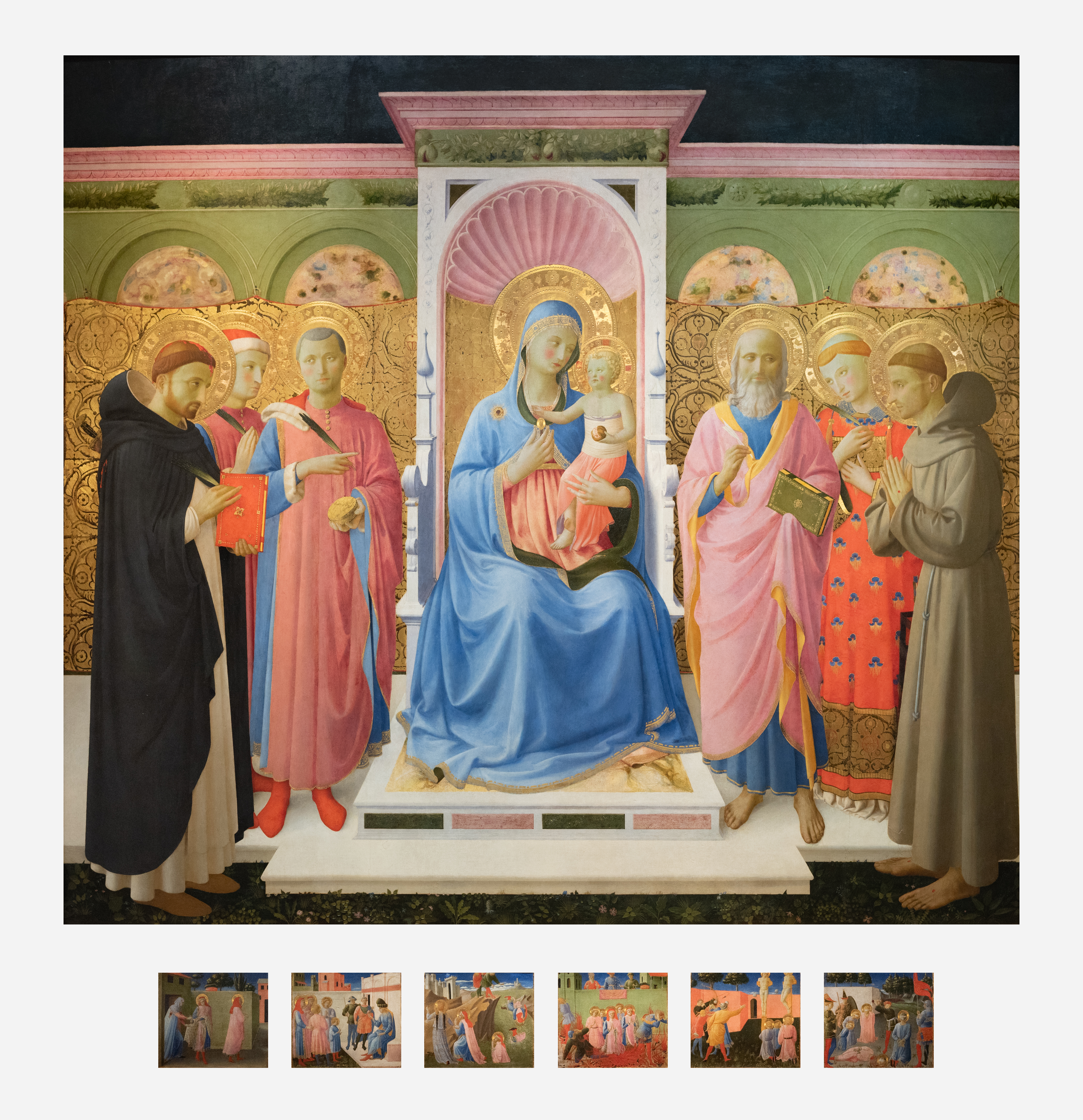
Фра Анджеліко. «Вівтар Анналена», бл. 1435 р., Національний музей Сан Марко.
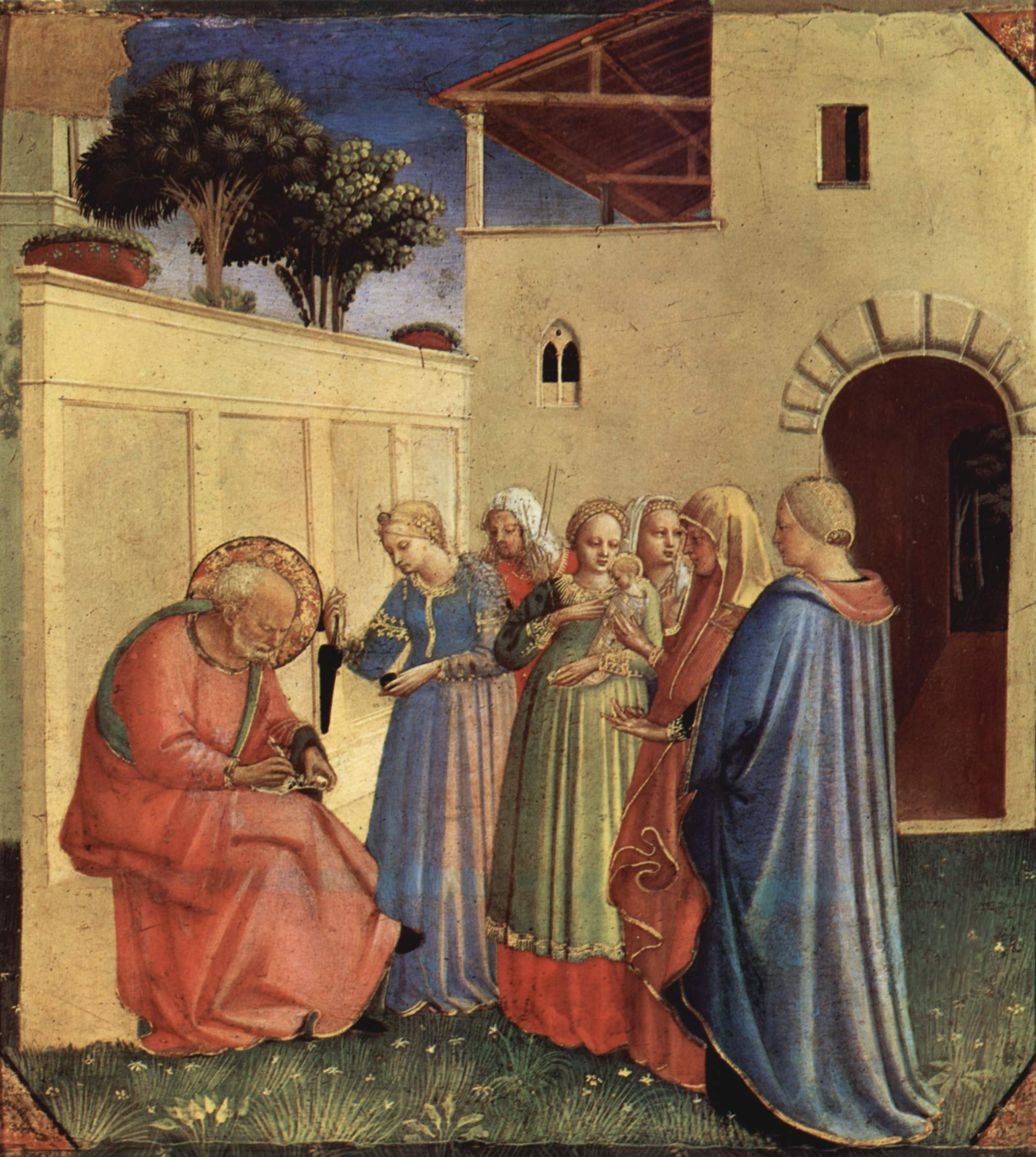
Фра Анджеліко. Фрагмент від нерозпізнаного вівтаря
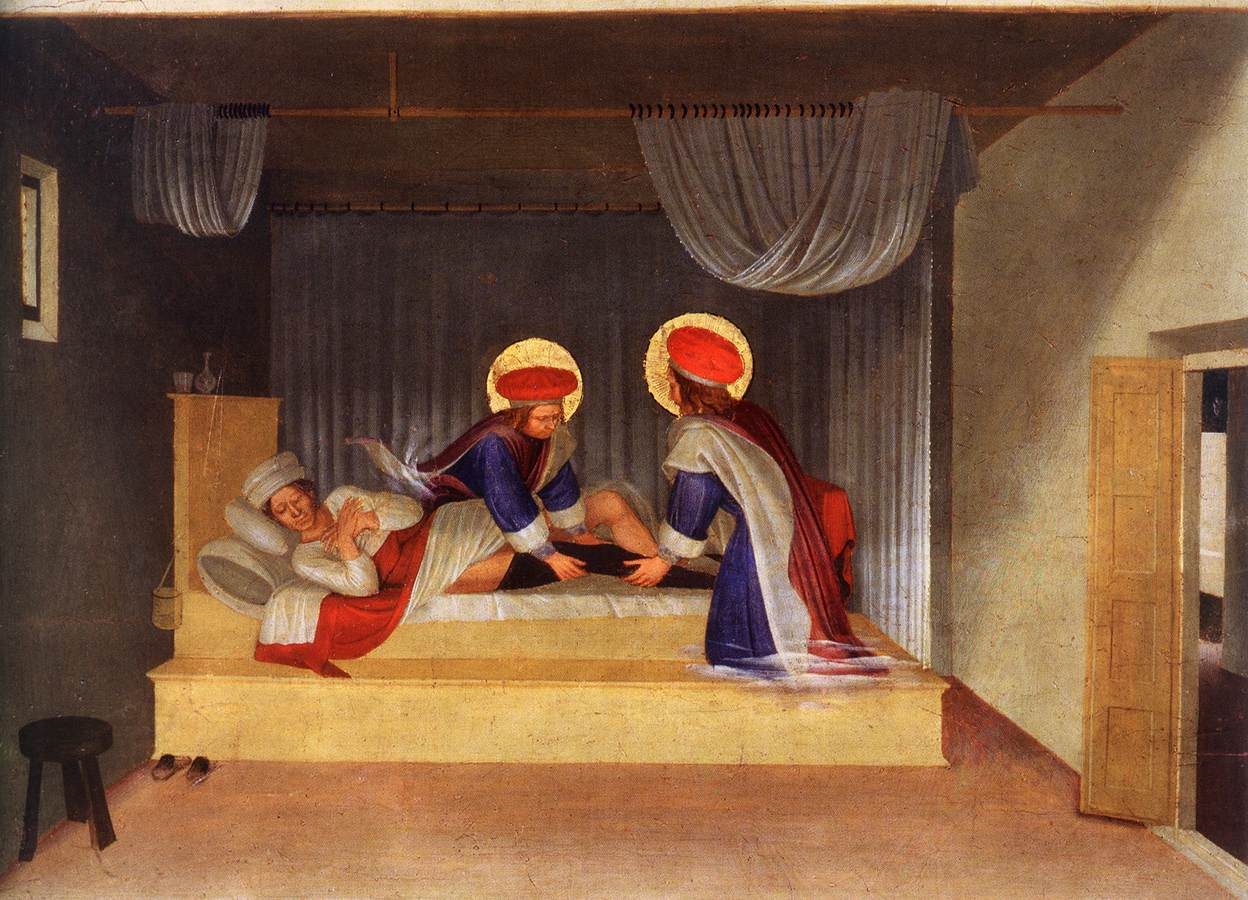
Фра Анджеліко. «Святі Косма та Даміан лікують імператора Діоклетіана», до 1440 року
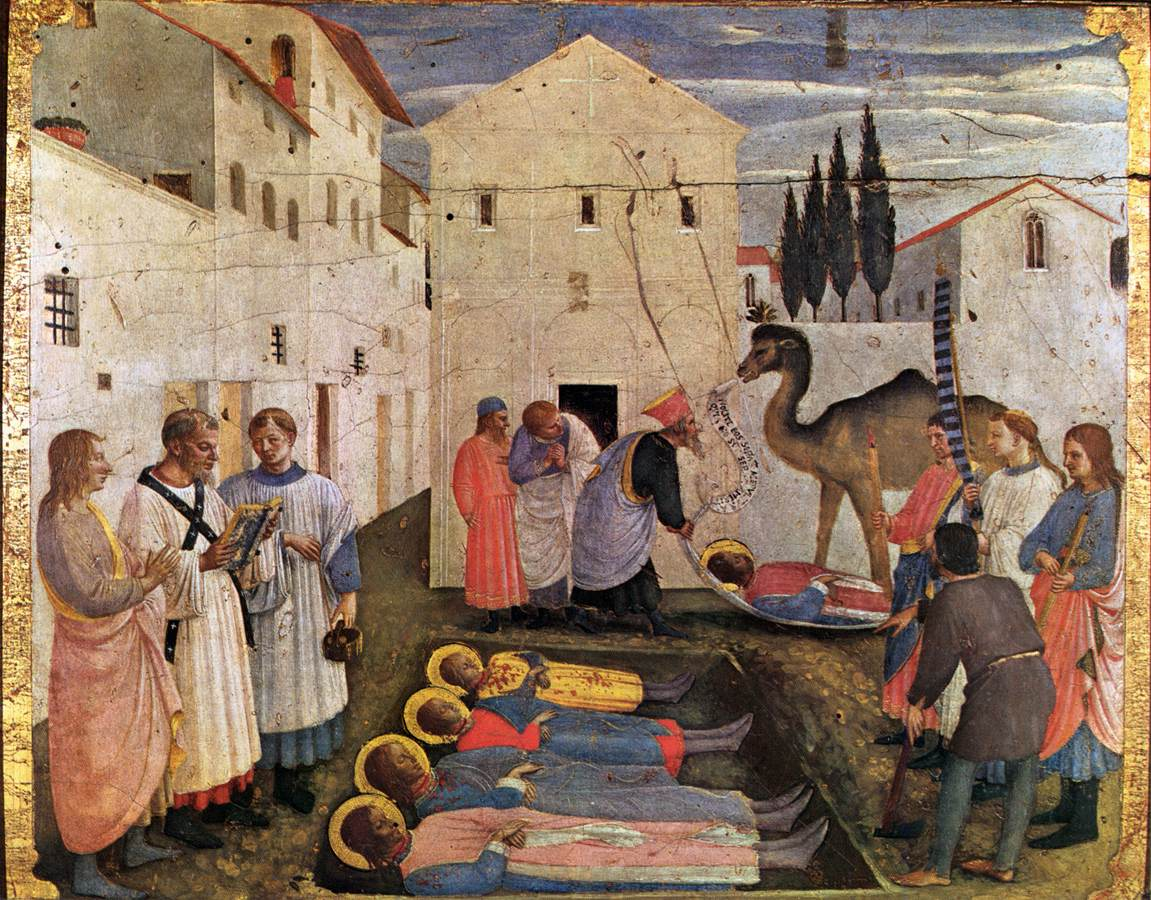
Фра Анджеліко. «Поховальна месса по страченим»

## Картини темперою і олійними фарбами

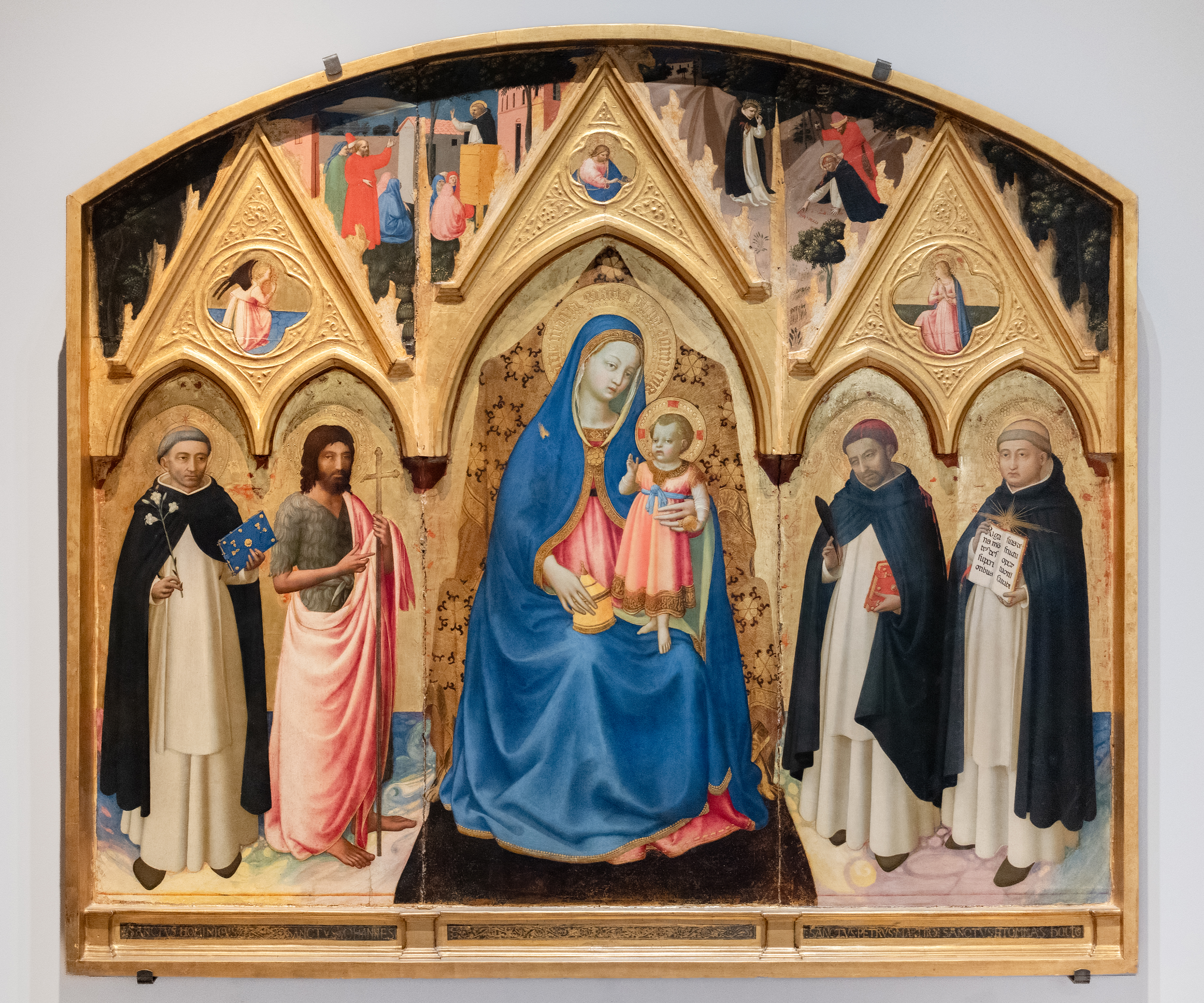
Фра Анжеліко. Вівтар «Мадонна з немовлям і святими», 1425 р.
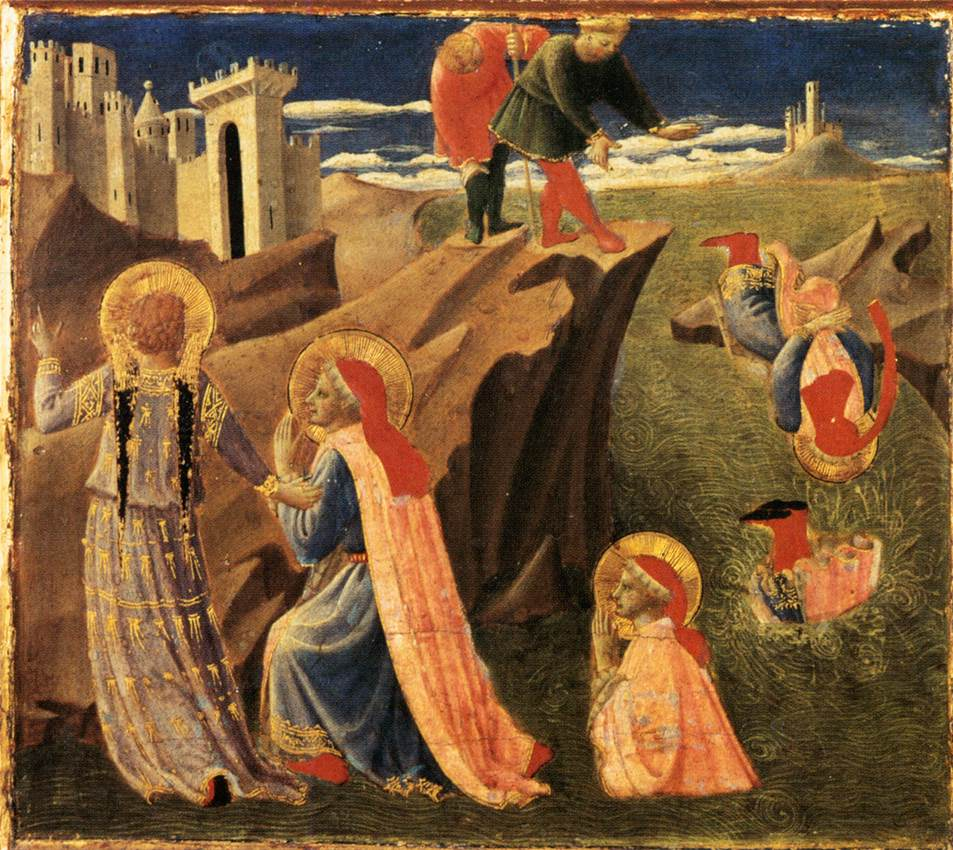
Занобі Строцці. « Боже провідіння і янгол рятують св. Косму та Даміна від утоплення після стати», бл. 1435 року
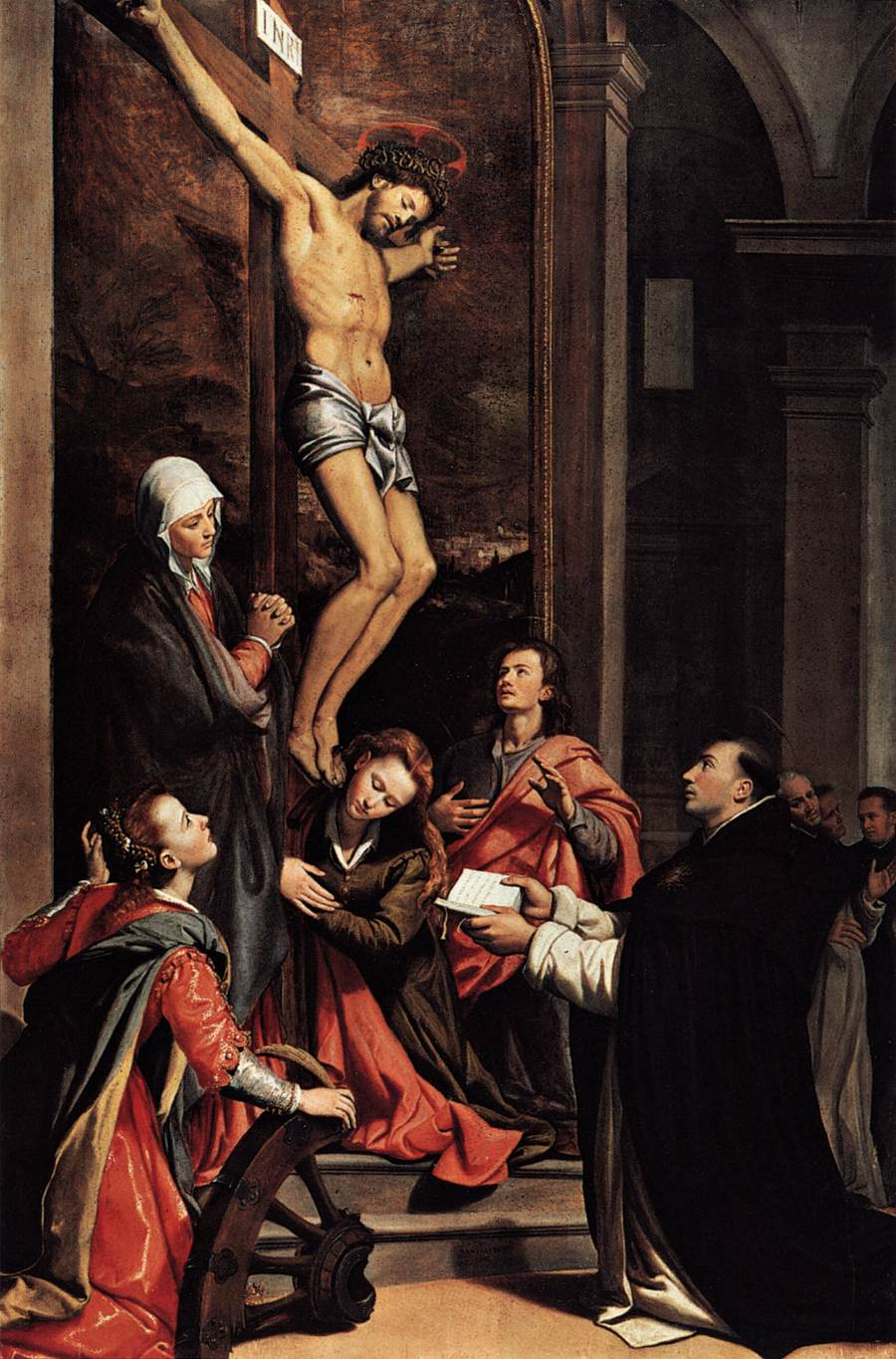
Худ. Санті ді Тіто. «Видіння св. Фоми Аквінського», 1593 р.